# Площадь Святого Павла
Площадь Святого Павла (St Paul’s Square) — георгианская площадь в Бирмингемском квартале Джуэлри (Ювелирном), названная в честь расположенной в её центре церкви. Последняя сохранившаяся в Бирмингеме площадь георгианской архитектуры. Построена в 1777—1779 годах на территории имения Ньюхолл (Newhall) семьи Колморов (Colmore). В конце XIX века была поглощена городскими мастерскими и фабриками, снёсшими некоторые фасады для организации витрин или входов. После обширной реконструкции, проведённой в 1970-е годы, многие из сооружений, находящихся на площади, получили статус архитектурных памятников II уровня важности.
В настоящее время площадь — привлекательное место для жизни, работы и встреч. Здесь расположено множество баров, кафе и ресторанов.

## Церковь Святого Павла
Англиканская церковь Святого Павла построена по проекту Роджера Эйкина (Roger Eykyn) из Вулвергемптона в 1777—1779 годах на земле, дарованной городу владельцем имения Ньхолл Чарльзом Колмором (Charles Colmore). Имеет прямоугольную форму, напоминающую очертания знаменитой лондонской приходской церкви Сент-Мартин-ин-зе-Филдс. Шпиль был добавлен в 1823 году Фрэнсисом Гудвином (Francis Goodwin). Храм внесён в список архитектурных памятников I уровня важности. Церковь пользовалась популярностью у бирмингемских мануфактурщиков, промышленников и торговцев — так, у Джеймса Уатта в ней был собственный стул.
- Вид на церковь и указатель
- Церковь Святого Павла. Памятник архитектуры I уровня важности
- № 10. Колледж Аббатства
- № 11—14. Памятники архитектуры II уровня важности